# Kang Sok-ju
Kang Sok-ju (강석주?; Pyongwon, 29 agosto 1939 – Pyongyang, 20 maggio 2016) è stato un politico e diplomatico nordcoreano.
Confidente stretto di Kim Jong-il, negli anni '90 ha avuto un ruolo chiave nella trattative diplomatiche con gli Stati Uniti sul nucleare. È stato anche vice-ministro degli esteri e vice-premier.